# Макаровское муниципальное образование (Саратовская область)
Макаровское муниципальное образование — сельское поселение в Ртищевском районе Саратовской области Российской Федерации.
Административный центр — село Макарово.

## История
Статус и границы сельского поселения установлены Законом Саратовской области от 29 декабря 2004 года № 117-ЗСО «О муниципальных образованиях, входящих в состав Ртищевского муниципального района».

## Население
| 2010  | 2011  | 2012  | 2013  | 2014  | 2015  | 2016  |
| ----- | ----- | ----- | ----- | ----- | ----- | ----- |
| 2844  | ↘2832 | ↘2787 | ↘2711 | ↘2644 | ↘2572 | ↘2473 |
| 2017  | 2018  | 2019  | 2020  | 2021  |       |       |
| ↘2414 | ↘2353 | ↘2273 | ↘2224 | ↘1926 |       |       |

## Состав сельского поселения
| №  | Населённый пункт | Тип населённого пункта       | Население |
| -- | ---------------- | ---------------------------- | --------- |
| 1  | Бельщино         | село                         | 63        |
| 2  | Васильевка       | село                         | ↘312      |
| 3  | Зыбино           | деревня                      | 9         |
| 4  | Макарово         | село, административный центр | ↘821      |
| 5  | Молчаново        | деревня                      | 62        |
| 6  | Отрадино         | село                         | 63        |
| 7  | Отрадное         | посёлок                      | 32        |
| 8  | Потьма           | село                         | ↘365      |
| 9  | Репьевка         | село                         | ↘321      |
| 10 | Северка          | село                         | ↘363      |
| 11 | Холуденовка      | село                         | ↘70       |
| 12 | Чиганак          | село                         | ↘153      |
| 13 | Юсупово          | село                         | ↘210      |

Упразднённые населённые пункты: хутор Белый Ключ